# Simon Phillips
Simon Phillips (Londres, Regne Unit, 6 de febrer de 1957) és un bateria britànic i destacat músic de sessió que va establir les bases de la bateria en estils musicals tan diversos com heavy metal, rock progressiu i jazz fusió. La seva versatilitat també li va permetre ser el successor del difunt baterista Jeff Porcaro de la banda Toto, agrupació que va integrar durant 21 anys i que combina diferents corrents musicals com rock, pop, funk, blues, jazz i heavy metal.
El baterista va introduir la combinació del doble bombo amb ritmes ràpids en semicorxera, que va arribar a definir el gènere del heavy metal al costat de Judas Priest. Mentre que en la cançó Space Boogie de Jeff Beck va establir les bases de com tocar bateria amb doble bombo. Mike Portnoy, un dels bateries influenciat per Simon diu (referint-se a Space Boogie): "el que va fer va ser summament innovador i dins el seu gran catàleg discogràfic si hagués de quedar-me amb una cosa que defineix el seu so és amb aquest tema ".
Ha tocat amb grans artistes i grups com: Judas Priest, The Who, Pete Townshend, Toto, Jeff Beck, Jack Bruce, Brian Eno, Toyah, Mike Oldfield, Trevor Rabin, Gary Moore, Mick Jagger, Ph.D., Mike Rutherford, Phil Manzanera, John Wetton, Asia, Stanley Clarke, Derek Sherinian, Jordan Rudess i Paul Gilbert, entre d'altres ... A més ha exercit com a compositor, enginyer musical i arranjador.

## Instruments musicals

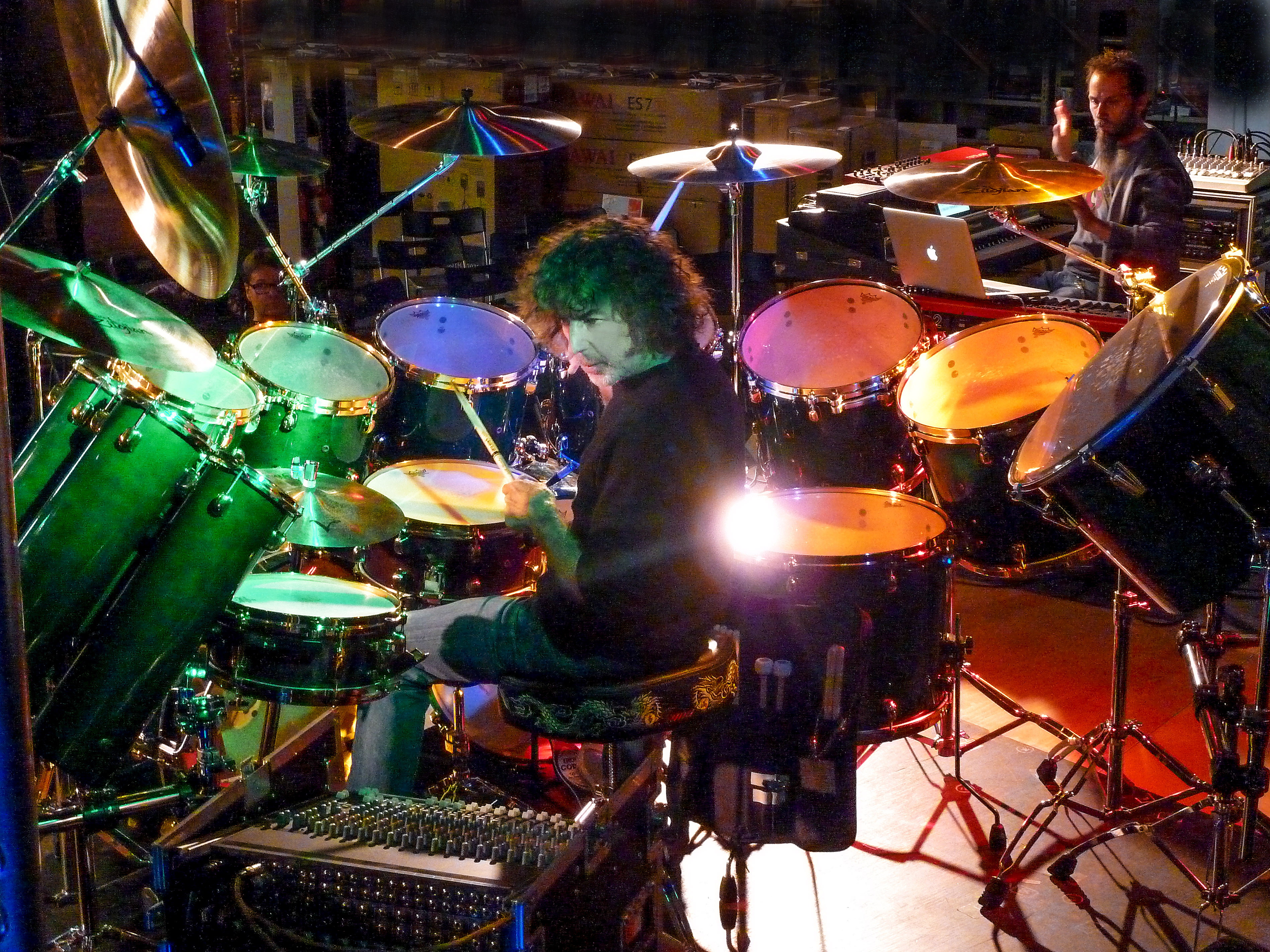
Simon Phillips i Steve Weingart impartint una classe magistral en Niederlenz, Suïssa. 23 de novembre de 2013

Al llarg del temps, el baterista Phillips ha anat alternant conjunts de tambors Tama i Octopus. Ha fet petits canvis de mida o de material -fusta o fibra sintètica-segons les circumstàncies. Habitualment utilitza les marques de bateria TAMA i de plats Zildjian.
El conjunt de membràfons que muntava en l'època de l'entrevista a Modern Drummer Magazine era:
Dos bombos de 22 ". Els tom-toms elevats són de (9 x 10), (10 x 12), (11 x 13) i (12 x 14). Els toms de terra són de grandària estàndard: (14 x 14), (16 x 16) i (16 x 18). El tambor Gong és de 22 ".
El conjunt d'idiòfons era: Swish Knocker -molt pesat i sense rivets-, 24″. El de la mà esquerra és un 21″ standard Rock Ride.
El primer rock crash és de 19″. El següent rock crash és de 18″. El plat de la mà dreta és un brilliant Earth Ride de 21″.

## Carrera
Phillips va començar a treballar professionalment als dotze anys a la banda Dixieland del seu pare (Sid Phillips) durant quatre anys. Posteriorment, se li va oferir la possibilitat de tocar en el musical Jesucrist Superstar. Es va convertir ràpidament en un intèrpret de sessió molt sol·licitat. A mitjans de la dècada de 1980 estava ben establert en l'escena de la sessió. El bateria de Queen Roger Taylor, va comentar en una entrevista el 1984: "Has de ser tan bo com Simon Phillips per aconseguir ser un crac en aquests dies". En 1992, va publicar dos vídeos instructius que mostren alguns dels seus millors treballs.
Phillips va aconseguir una fama primerenca com baterista de l'LP de 801 Live amb Phil Manzanera i Brian Eno. Va substituir al baterista de Judas Priest, Alan Moore, en l'àlbum Sin After Sin (1977) i va continuar amb la gravació del disc debut de Michael Schenker, The Michael Schenker Group, de 1980.
Phillips ha interpretat i gravat amb una gran varietat de músics com Big Jim Sullivan, Pete Townshend, Big Country, Toto, Steve Lukather i Los Lobotomys (Candyman), Jeff Beck, Whitesnake, Jack Bruce, David Gilmour, Frank Zappa, Brian Eno, Duncan Browne, Toyah, Mike Oldfield, Jon Anderson, Bonnie Tyler, Trevor Rabin, Gary Moore, 10cc, Mick Jagger, PhD, Joe Satriani, Russ Ballard, Mike Rutherford, Phil Manzanera, John Wetton, el guitarrista flamenc Juan Martín, Asia, Stanley Clarke, Jimmy Earl, Derek Sherinian, Nik Kershaw, Gordon Giltrap, Camel, Jordan Rudess i Tears For Fears.
Va ser el baterista de The Who en la seva gira de reunió nord-americana de 1989, i va aparèixer en enregistraments solistes dels membres de la banda Roger Daltrey i Pete Townshend.
Phillips ha interpretat, coproduït i barrejat cinc registres en solitari de Derek Sherinian: Inertia (2001), Black Utopia (2003), Mythology (2004), Blood of the Snake (2006) i Oceana (2011). També va coproduir i barrejar dos àlbums de Mike Oldfield. Phillips també va aparèixer amb Jeff Beck, Jimmy Page, Eric Clapton, Steve Winwood i altres en el video del 1983 A.R.M.S. concert en benefici del músic malalt Ronnie Lane. A principis dels 80, Phillips va formar part de la banda RMS amb els músics de sessió, Mo Foster i Ray Russell.
Ha publicat quatre àlbums d'estudi de diferents estils.
L'any 2000 Phillips va publicar un DVD amb el seu grup de jazz, Vantage Point, anomenat Resolution amb l'escriptor i pianista Jeff Babko, el trompetista Walt Fowler, el saxofonista Brandon Fields i el baixista Alphonso Johnson.
El 2015 a The 14th Annual Independent Music Awards, Simon Phillips va ser el guanyador de la categoria "Àlbum Instrumental de Jazz" per a "Protocol II".

### Toto
El 1992, es va demanar a Phillips que substituís en Jeff Porcaro després que Porcaro morís durant els assajos de la propera gira per promocionar l'àlbum Kingdom of Desire de Toto. Steve Lukather va declarar poc després que morís en Porcaro que només farien la gira si Toto podria aconseguir que Phillips la fes. Així que va ser el primer i únic baterista que va contactar amb la banda per reemplaçar Porcaro. Després de la gira 1992/93, Phillips va ser convidat a formar part de Toto com a membre permanent.
Sobrenomenat "Si-Phi" o "Si" pels seus companys de grup Toto, Phillips es va assenyalar que era el guru "tècnic" del grup; manejant les tasques d'enginyeria als àlbums de 2002 Through the Looking Glass i 2006 Falling in Between. També va dissenyar l'àlbum Livefields (1999) i el DVD Live in Amsterdam de 2003.
Després de la decisió (15 de juliol de 2008) "per anar per vies separades i començar nous capítols en llurs vides", el 27 de febrer de 2010, els antics membres de Toto van anunciar a la web un reunió per a una breu gira d'estiu 2010 a Europa en honor de l'ex baixista Mike Porcaro que patia ELA (Esclerosi Lateral Amiotròfica). Van programar més dates per a una gira el 2011 i van acabar amb la presentació de DVD a Villafranca Di Verona. Phillips va viatjar amb Toto en el 2012 i el 2013. Després de les últimes temptatives d'elaboració d'un nou DVD, tots van ser arxivats. Finalment la banda va gravar un altre concert destinat a ser llançat en DVD a Lodz, Polònia.
El 26 de gener de 2014, Phillips s'ha decidir deixar Toto per centrar-se en la seva carrera solista. Va ser reemplaçat per Keith Carlock i posteriorment Shannon Forrest, bateria actual de Toto.

### Projectes recents
El 2009, Phillips es va unir amb el teclista Philippe Saisse i el baixista Pino Palladino a formar un trio instrumental de rock de jazz / funk: Phillips Saisse Palladino o PSP, que va recórrer Europa el 2009 al 2010, destacant els talents de cada intèrpret en les cançons escollides per la seva llista configurada. Phillips també va interpretar l'àlbum de Joe Satriani, Super Colossal, on hi apareix en múltiples temes. Phillips apareix a les sèries de vídeos educatius d'Art & Science of Sound Recording d'Alan Parsons, així com al single "All Our Yesterdays" del programa. Va tocar a l'àlbum del grup de Michael Schenker In the Midst of Beauty i va participar en la gira mundial del 30è aniversari de la banda el 2010. Phillips apareix a l'àlbum de Hiromi Uehara de 2011, Voice. També va realitzar una gira amb Hiromi i el baixista Anthony Jackson com a part del projecte Hiromi Trio.

## Influències
En Phillips cita Buddy Rich, Tony Williams, Billy Cobham, Steve Gadd, Ian Paice, Tommy Aldridge i Bernard Purdie com les principals influències musicals.

## Discografia
Àlbums en solitari
- Protocol (1988)
- Force Majeure (1992)
- Symbiosis (1995)
- Another Lifetime (1997)
- Out of the Blue (1999)
- Vantage Point (2000)
- Protocol II (2013)
- Protocol III (2015)
- Protocol IV (2017)

801
- 801 Live (1976)
- Listen Now (1977)

Chilliwack
- Look In Look Out (1984)

The Best
- Live in Japan (1990)

Jack Bruce Band
- How's Tricks (1977)

Judas Priest
- Sin After Sin (1977)

Jon Anderson
- Song of Seven (1980)
- Animation (1982)

Jeff Beck
- There and Back (1980)

Mike Rutherford
- Smallcreep's Day (1980)

Michael Schenker Group
- The Michael Schenker Group (1980)
- In the Midst of Beauty (2008)
- The 30th Anniversary Concert – Live in Tokyo (2010)
- Temple of Rock (2011)

Maxus
- Maxus (1981)

PhD
- PhD (1981)
- Is It Safe? (1983)
- Three (2009)

Stanley Clarke
- Rock, Pebbles & Sand (1980)

Trevor Rabin
- Wolf (1981)

Toyah
- The Changeling (1982)
- Warrior Rock: Toyah on Tour (1982)

Mike Oldfield
- Crises (1983)
- Discovery (1984)
- Islands (1987)
- Heaven's Open (1991)

Russ Ballard
- Russ Ballard (1984)

Nik Kershaw
- Radio Musicola (1986)
- You've Got to Laugh (2006)

Tears for Fears
- The Seeds of Love (1989)

The Who
- The Iron Man: The Musical by Pete Townshend (1989)
- Join Together (1990)
- Thirty Years of Maximum R&B [Disc 4, pista 19] (1994)
- Greatest Hits Live [Disc 2, pistes 1–5] (2010)

Big Country
- The Buffalo Skinners (1993)

Toto
- Absolutely Live (1993)
- Tambu (1995)
- Toto XX (1998)
- Mindfields (1999)
- Livefields (1999)
- Through the Looking Glass (2002)
- Live in Amsterdam (2003)
- Falling in Between (2006)
- Falling in Between Live (2007)
- Live in Poland (2014)

Trilok Gurtu & Simon Phillips
- 21 Spices (2011)

Derek Sherinian
- Inertia (2001)
- Black Utopia (2003)
- Mythology (2004)
- Blood of the Snake (2006)
- Oceana (2011)

Hiromi, The Trio Project
- Voice (2011)
- Move (2012)
- Alive (2014)
- Spark (2016)

Jon Lord
- Before I Forget (1982)

Bernie Marsden
- And About Time Too! (1979)
- Look at Me Now (1981)

Gary Moore
- Back on the Streets (1978)
- After the War (1989)

David Coverdale
- White Snake (1977)